# Amédée Dechambre

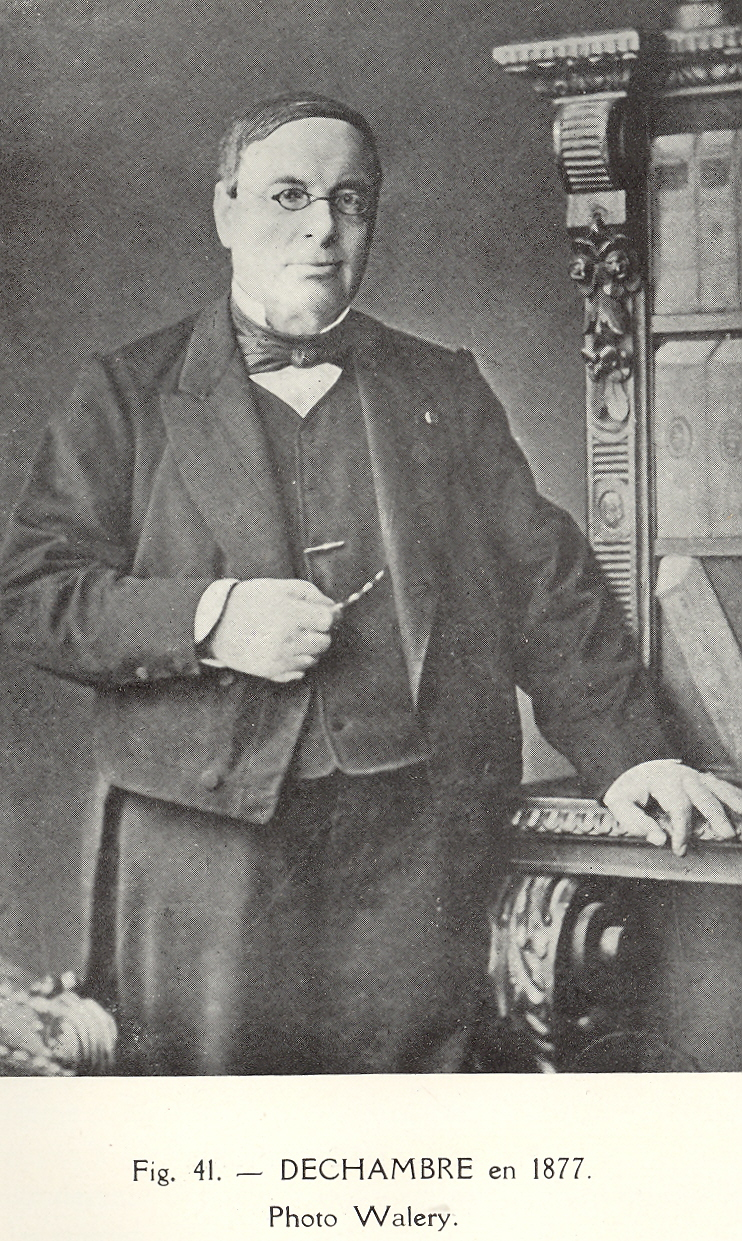
Amédée Dechambre

Amédée Dechambre (* 12. Januar 1812 in Sens; † 4. Januar 1886) war ein französischer Arzt, der für das von ihm veröffentlichte Dictionnaire encyclopédique des sciences médicales, kurz als Dechambre bezeichnet, bekannt ist.

## Biographie
Dechambres Vater starb, als er während der napoleonische Kriege Typhuskranke pflegte. Daher erhielt Amédée Dechambre und sein Bruder ein Stipendium der Gemeinde.
Zum Abschluss seiner Ausbildung kam er nach Paris und erreicht am 28. September 1830 das Baccalauréat universitaire en sciences. Wegen seiner beschränkten wirtschaftlichen Möglichkeiten begann er eine Ausbildung zum Officier de santé Ab 1831 arbeitete er am Hospice de la Vieillesse-Femmes wo er bis 1832 blieb. Als 1832 in Paris die Cholera ausbrach wurde er einer Ambulanz im Quartier Maubert zugeordnet. Dort erkrankte er selbst an Typhus, worauf er nach Sens zurückkehrte, um sich dort zu erholen.
1833 nahm er an der Aufnahmeprüfung für das Internat teil und wurde als neuntbester neben Jules-Louis Behier aufgenommen. Er arbeitete vier Jahre am Hospice de la Vieillesse. Er schloss die Ausbildung am 15. Januar 1838 mit einer Prüfung zu Physik, Chemie und Naturgeschichte ab. Seine Doktorarbeit wurde nicht angenommen. Dechambre arbeitete daraufhin als Autor in Zeitschriften mit.
Dechambre hatte seit 1833 mit Jules Guérin Kontakt, der Chefredakteur der Gazette médicale de Paris und wurde Ende 1838, Sekretär und Leiter der von ihm im Schloss La Muette in Passy eröffneten Klinik und veröffentlichte seine Beobachtungen in der Gazette médicale de Paris und anderen naturwissenschaftlichen Zeitschriften, um die Erfolge der Behandlungsmethoden von Pravaz und Alphonse Guérin bekannt zu machen.
In der von Salvatore Furnari gegründeten L’Esculape, journal de spécialités médico-chirurgical, die kurz darauf mit der Gazette des médecins praticiens von Amédée Latour.fusionierte, veröffentlichte Dechambre vom 12. April 1840 unter dem Titel Les Mouches erfolgreich eine Reihe von Feuilletons.
Im Juni 1841, gründete er l’Examinateur médical, der wegen der kritischen Inhalte bereits mit der Ausgabe vom 1. Juli 1843 eingestellt werden musste.

Dechambres Artikel waren in Paris allen Ärzten bekannt, jedoch seine Tätigkeit als Leitender Redakteur des Examinateur médical wurde als Ausübung des Arztberufes ohne Doktortitel betrachtet. Daher immatrikulierte er sich im Dezember 1843 an der Medizinischen Fakultät der Universität Straßburg und promovierte im Februar 1844 mit dem Thema Sur l’hypertrophie concentrique du cœur et les déviations de l’épine par rétraction musculaire.
Nach seiner Rückkehr übernahm er die Medizin-Redaktion des Examinateur médical und führte gleichzeitig seine Tätigkeit in dem Orthopädie-Institut weiter. In dieser Zeit – von 1844 bis 1853 – schrieb er die meisten seiner Beiträge zur Gazette Médicale, die die Geschichte des Gesundheitswesens von Paris widerspiegeln. Gleichzeitig schrieb er Artikel zur Neurologie, da er Sekretär der Société Médico-Psychologique war.
1853 gründete er auf Vorschlag des Verlegers Victor Masson die Gazette hebdomadaire de Médecine et de Chirurgie, deren erste Ausgabe am 7. Oktober 1853 erschien.

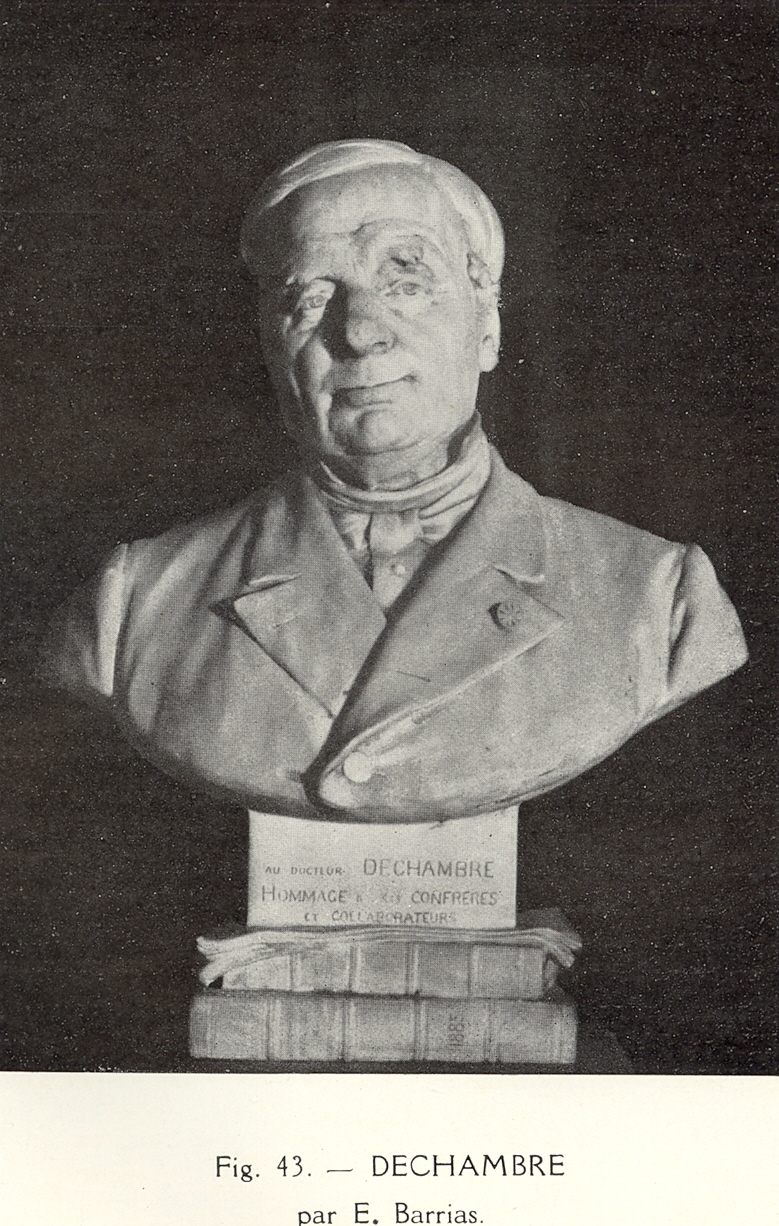
Buste von Dechambre

1863 nahmen die Pariser Verleger Masson und Asselin die Herausgabe eines Dictionnaire encyclopédique des Sciences médicales in Angriff, das in sechs Bänden in zwanzig Abschnitten vom 15. Januar 1883 an erscheinen sollte und beauftragten Amédée Dechambre und Jacques Raige-Delorme mit der Arbeit.
Dechambre wurde von der Académie de Médecine am 30. März 1875 mit der freien assoziierten Mitgliedschaft geehrt, wie bereits Émile Littré, Amédée Latour und Louis Peisse. Im Dezember 1885 widmeten seine Freunde, die Redakteure der Gazette hebdomadaire de Médecine et de Chirurgie und Mitarbeiter des Wörterbuchs eine Büste, die der Bildhauer Louis-Ernest Barrias anfertigte.
Am 20. Dezember 1885 erlitt Dechambre einen Schlaganfall, danach übertrug er Léon Lereboullet die weitere Herausgabe des Wörterbuches und der la Gazette hebdomadaire. Am 4. Januar 1886 starb Dechambre, er wurde auf dem Cimetière de Montmartre begraben.